# Ardea modesta
Ardea alba modesta és el nom científic d'un ocell de la família dels ardèids (Ardeidae) que habita aiguamolls, pantans, manglars i canyars al Pakistan, l'Índia, Sri Lanka, Manxúria, Corea, sud del Japó, Filipines, Sulawesi i Moluques.

## Taxonomia
Aquesta espècie va ser descrita originalment com “bernat pescaire blanc pur de l'Índia”, Ardea modesta, per Gray el 1831, però més tard va ser considerada generalment sinònim d'Ardea alba per Ellman el 1861 fins a la llista de Peters el 1979. Va ser elevada de nou a l'estatus d'espècie per Sibley i Monroe el 1990, i això va ser recolzat per una revisió del 2005 dels bernats pescaires. En l'actualitat les autoritats taxonòmiques més importants el consideres una subespècie de l'agró blanc (Ardea alba).